# Обсерваторія П'єра Оже
Обсерваторія П'єра Оже (ісп. El Observatorio Pierre Auger) — міжнародна обсерваторія космічних променів в Аргентині, призначена для виявлення космічних променів надвисоких енергій: субатомних частинок, що рухаються зі швидкістю близькою до швидкості світла та енергією вище 1018  еВ. В атмосфері Землі такі частинки взаємодіють з ядрами атомів повітря, породжуючи інші частинки. Частинки, утворені внаслідок цього ефекту (так званий ефект «широких атмосферних злив»), можуть бути виявлені і виміряні. Однак оскільки ці високоенергетичні частинки за оцінками з'являються на 1 км2  тільки раз на століття, площа виявлення частинок в обсерваторії Оже становить 3000 км2 — розмір Род-Айленду, або Люксембургу — для того, щоб зафіксувати достатню кількість цих взаємодій. Обсерваторія розташована в західній частині провінції Мендоси, Аргентина, неподалік Анд.
Будівництво розпочалося 2000 року році і офіційно завершено 2008 року.
Обсерваторію було названо на честь французького фізика П'єра Віктора Оже. Проект був запропонований Джеймсом Кроніном і Аланом Уотсонсом 1992 року. Сьогодні більш ніж 500 фізиків з близько 100 різних установ у всьому світі співпрацюють для підтримки та оновлення сайту в Аргентині, а також для збору та аналізу даних вимірювань. 15 країн-учасників зробили певний внесок в загальний бюджет будівництва, що становить близько 50 млн $[джерело?].

## Фізичне підґрунтя
Космічні промені надвисоких енергій, що досягають Землі, складаються з окремих субатомних частинок (протонів або атомних ядер), кожна з енергією понад 1018 еВ. Коли одна з таких частинок досягає атмосфери Землі, вона розсіює свою енергію утворюючи мільйони інших частинок: електрони, фотони та мюони зі швидкостями, наближеними до швидкості світла. Ці частинки поширюються перпендикулярно до напрямку руху частинки, що їх породила, утворюючи площину поступального руху частинок з більшими інтенсивностями поблизу осі. Це явище називають «широкими атмосферними зливами». Проходячи через атмосферу, ці частинки створює ультрафіолетове випромінювання, невидиме для людського ока, так званий флуоресцентний ефект, яке більш-менш нагадує структуру прямих слідів блискавки. Ці сліди можуть бути сфотографовані на високій швидкості спеціалізованими телескопами, так званими детекторами флуоресценції, на невеликій висоті. Також, коли частинки досягають поверхні Землі, вони можуть бути виявлені після потрапляння в резервуар з водою, де вони випромінюють видиме світло, спричинене ефектом Черенкова. Це випромінювання фіксується чутливою фотоелектричною трубкою. Такі станції називаються водяними черенковськими детекторами. Обсерваторія Оже має обидва типи детекторів, що охоплюють всю площу, забезпечуючи високу точність вимірювань.
Коли широкі атмосферні зливи досягають поверхні, напрям променя може бути розрахований, застосовуючи декілька детекторів Черенкова. Розташування осі може бути визначено виходячи з щільності в кожному з детекторів наземної станції. Кут осі може бути визначений залежно від різниці в часі взаємодії: коли вісь вертикальна, всі наземні детектори фіксують спалахи в один момент часу; будь-який нахил осі викличе різницю в часі між надходженням частинок на різних детекторах.

### Обсерваторії Ейлера
Космічні промені були відкриті 1912 року Віктором Гессом. Він виміряв різницю в іонізації на різних висотах (використовуючи Ейфелеву вежу й повітряну кулю), визначаючи атмосферне розрідження з одного променя. Вимірювання проводились під час затемнення, щоб виключити вплив Сонця. Багато вчених досліджували феномен, іноді самостійно, а в 1937 році Пьєр Оже зміг описати детально, що це був один промінь, що взаємодіяв з ядрами атомів повітря, спричиняючи електронну й фотонну атмосферні зливи. У той же час була виявлена третя частка — мюон (поводиться як дуже важкий електрон).

## Огляд

### Поверхневий детектор (ПД)

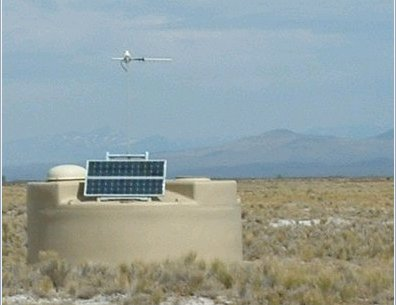
Станція поверхневих детекторів (або 'танків') обсерваторії П'єра Оже.

1967 року Університет Лідса працював з водяним черенковським детектором (невеликий басейн з водою глибиною 1,2 м) і створив 12 км2 зону виявлення в Хавера Парк за допомогою 200 таких детекторів. Вони були організовані в групи по чотири трикутної форми (Y) різних розмірів. Обсерваторія працювала протягом 20 років, і основні проектні параметри були використані для наземної системи виявлення в обсерваторії Оже. Це було зроблено Аланом Уотсонсом, який в останні роки очолював дослідницьку групу і згодом очолював Колаборацію Оже Обсерваторії.

### Флуоресцентний детектор (ФД)

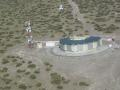
Один з чотирьох флюоресцентних детекторів (ФД) станції. Видно шість вікон

Техніка для флуоресцентного детектора була розроблена в експериментах Волкано-Ранч (Нью-Мексико, 1959—1978), так званого Ока Мухи (англ. the Fly's Eye) (Дугвай, штат Юта) і його наступника детектора космічних променів "Око Мухи" високої роздільної здатності. Ці оптичні телескопи, відюстовані, щоб фіксувати УФ промені світла вздовж площі поверхні. Він використовує мозаїчне спостереження (аналогічно як в очей мухи) для утворення піксельних фотографій на високій швидкості. 1992 року Джеймс Вотсон Кронін керував дослідженнями і очолив Колаборацію обсерваторії Оже.

## Результати
У листопаді 2007 року, команда проекту П'єра Оже оголосила деякі попередні результати. Вони показали, що напрямки 27 точок з найбільшими енергіями сильно корелюють з розташуванням активних ядер галактик (АЯГ). Отримані результати підтверджують теорію, що в центрі кожного АЯГ є велика чорна діра, що створює достатньо сильне магнітне поле, щоб прискорити протони до енергієї 1020 еВ і вище.
Вивчалась анізотропія космічних променів з енергією вище 1019 еВ. Була виявлена не суттєва відмінність від ізотропного потоку в аналізі з масиву телескопа. Науковці не виявили точкових джерел EeV нейтронів або фотонів.

Колаборація П'єра Оже публікує (з інформаційно-просвітницькою метою) 1 зі 100 випадків атмосферних злив, енергія яких не перевищує 50 ЕеВ (1 ЕеВ = 1018 еВ). Більші енергії потребують детальнішого аналізу і ще не опубліковані. Ці дані доступні на офіційному вебсайті Public Event Display.

## Галерея

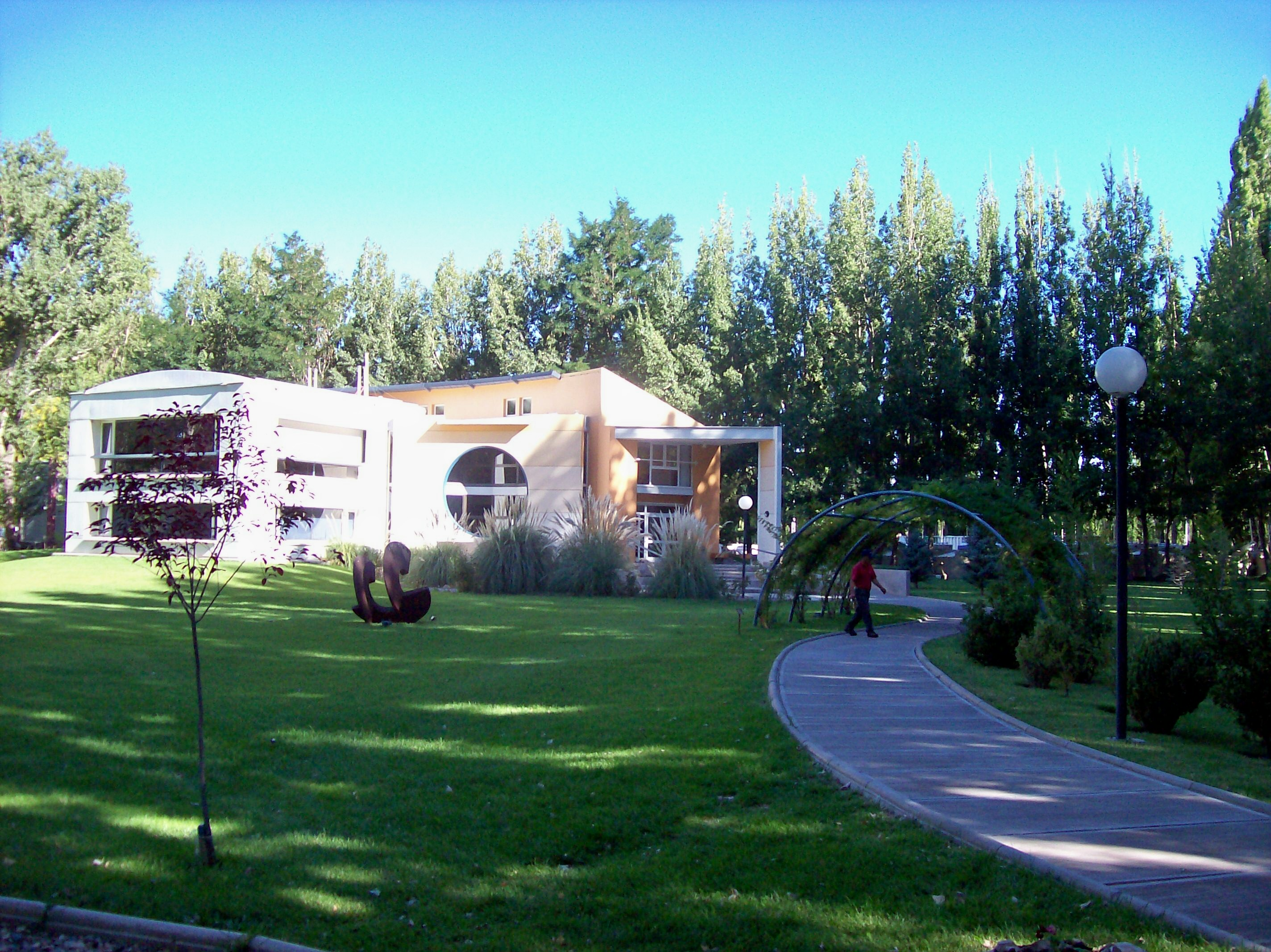
Центральний кампус.
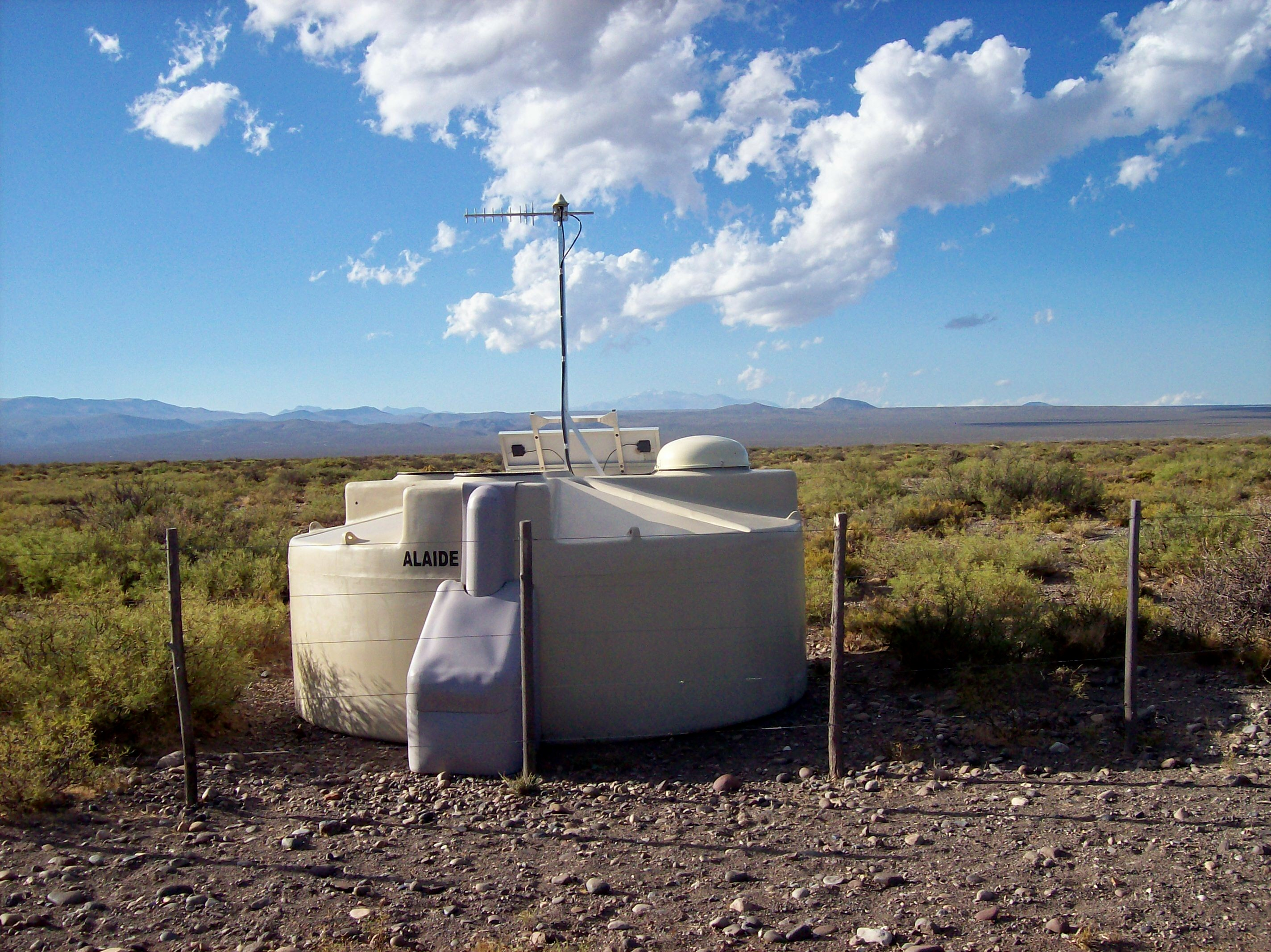
Задній вигляд станції ПД.
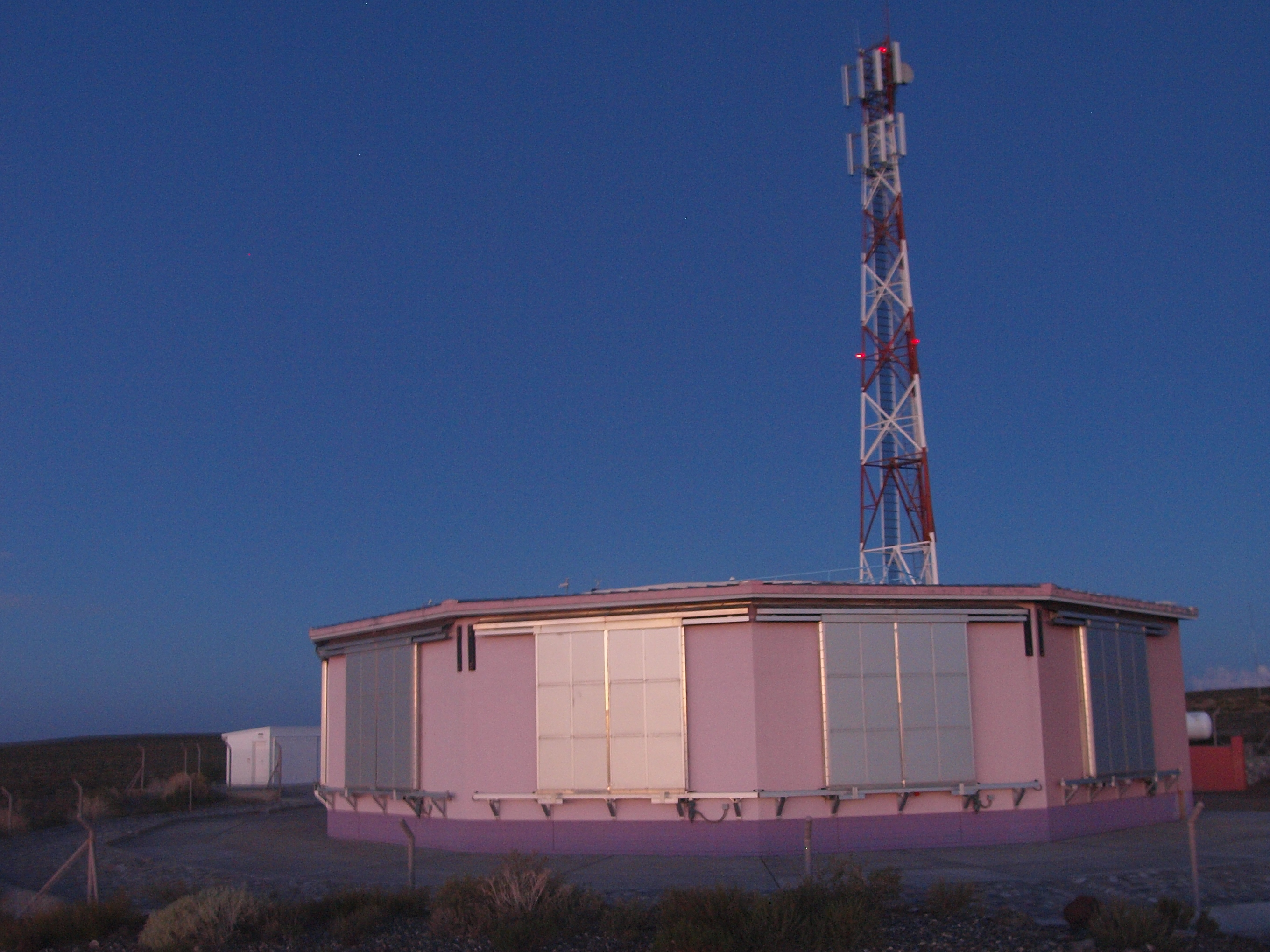
Один з чотирьох ФД.